# 史鶴齡
史鶴齡（1637年—1676年），字子修，號菊裳，南直隸應天府溧陽縣人，清朝政治人物。

## 生平
順治十四年（1657年）丁酉科江南鄉試舉人，康熙六年（1667年）丁未科二甲第五名進士。選翰林院庶吉士，散館授編修，其書法為康熙帝讚賞，充日講起居注官，九年（1670年）任庚戌科會試同考官，十五年（1676年）請假回鄉探望母親時，因病卒於家，享年四十歲。

## 家族
祖父史順震，字爾長，一字南湘，號惕齋，明崇禎十年（1637年）蔭襲錦衣衛百戶，萬曆四十一年（1613年）癸丑二月十七日生，清康熙十七年（1678年）戊午四月二十一日卒，享年六十六歲。以曾孫史貽直貴贈光祿大夫經筵講官太子太保文淵閣大學士兼吏部尚書。祖母無錫錢氏（封恭人）。兄史鶴鳴（1633年-1684年），字子和，庠生。
有四子：史夔（進士）、史普（進士）、史隨（進士）、史燾。史夔子史貽直、史貽謨均為進士。史貽直子史奕簪亦為進士。一門七進士。